# Honey Pie
Honey Pie is een lied van The Beatles afkomstig van het in 1968 uitgegeven album The Beatles (beter bekend als "The White Album"). Officieel staan John Lennon en Paul McCartney vermeld als schrijvers van het nummer, maar het nummer is alleen door McCartney geschreven.

## Credits
- Paul McCartney – Piano, zang
- John Lennon – Gitaar
- George Harrison – bas
- Ringo Starr – Drums
- George Martin – Arrangement voor klarinet
- Harry Klein – klarinet

## Trivia
- In het televisieprogramma Taarten van Abel, werd Honey Pie, gebruikt voor de intro van het programma. Later werd de intro van het programma veranderd en kreeg het een eigen intro.